# Église Notre-Dame-de-l'Assomption d'Arinthod
Pour les articles homonymes, voir Église Notre-Dame-de-l'Assomption et Notre-Dame-de-l'Assomption.
L’église Notre-Dame-de-l'Assomption d'Arinthod est une église située à Arinthod dans le département français du Jura.

## Histoire
L'église est inscrite au titre des monuments historiques en 1991.

## Architecture
La nef romane date du XIIe siècle ; elle fut très souvent remaniée. Elle est composée de 5 travées et d'une voûte en berceau brisé. À l'origine aveugle, ce n'est qu'en 1864 que de profondes fenêtres ont été percées dans la voûte et élevées sur la toiture.
Côtés nord et sud de la nef existaient des chapelles latérales qui deviennent en 1959 et 1961 des bas-côtés par la suppression des murs qui les séparaient.
Le chœur actuel a été construit au début du XVIIIe siècle ; la lumière y entre à profusion par les quatre grandes fenêtres aux vitraux simples mais très colorés.
Au centre, suspendu, un Christ en Croix, statue de bois du XVIIIe siècle, est une très belle œuvre du célèbre sculpteur Rosset de Saint-Claude. Les boiseries du chœur ainsi que les stalles très simples sont également du XVIIIe siècle.
Le clocher-porche fut construit entre 1480 et 1500. Sous le porche, les culs de lampe représentent les symboles des quatre évangélistes. Côté sud, un ange très abimé et un taureau ; côté nord un aigle et un lion. Sur la clef de voûte, un Christ en majesté.

## Mobilier
Dans le collatéral sud, à droite, se trouve un autel privilégié, en très mauvais état, en attente de restauration, ainsi qu'un belle Pietà en pierre polychrome de la fin du XVe siècle .
La chaire, en bois sculpté, date du XVIIIe siècle. Sur la rampe, on peut voir les Docteurs de l'Église (Saint-Grégoire le Grand, Saint-Augustin, Saint-Ambroise et Saint-Jérôme) ; sur le garde-corps de la cuve : Saint-Jean, Saint-Luc, le Christ et les Apôtres, Saint-Marc et Saint-Matthieu ; sur le panneau du fond : Moïse tenant les Tables de la Loi ; sur l'abat-voix : un ange sonnant de la trompette.
Sur le pilier sud, face à la chaire, a été placée une statue du XVIe siècle représentant l'Assomption de la Vierge. Elle se trouvait dans la chapelle castrale, mais après sa restauration en 1977, elle a été ramenée dans l'église afin de la protéger.